# Chrysanthoglossum trifurcatum
Chrysanthoglossum trifurcatum là một loài thực vật có hoa trong họ Cúc. Loài này được (Desf.) "B.H.Wilcox, K.Bremer & Humphries" mô tả khoa học đầu tiên năm 1993.